# Łyżwiarstwo szybkie na Zimowych Igrzyskach Olimpijskich 2010 – bieg drużynowy kobiet
Bieg drużynowy kobiet w łyżwiarstwie szybkim na Zimowych Igrzyskach Olimpijskich 2010 został rozegrany 26 (ćwierćfinały) i 27 lutego (półfinały i finały) w Richmond Olympic Oval.

## Wyniki

### Ćwierćfinały
| Pozycja       | Kraj | Zawodnicy                                                       | Czas    | Strata | Uwagi      |
| ------------- | ---- | --------------------------------------------------------------- | ------- | ------ | ---------- |
| Ćwierćfinał 1 |      |                                                                 |         |        |            |
| 1             | JPN  | Masako Hozumi Nao Kodaira Maki Tabata                           | 3:02.89 |        | Półfinał 1 |
| 2             | KOR  | Lee Ju-yeon Noh Seon-yeong Park Do-yeong                        | 3:07.45 | +4.56  | Finał D    |
| Ćwierćfinał 2 |      |                                                                 |         |        |            |
| 1             | POL  | Katarzyna Bachleda-Curuś Katarzyna Woźniak Luiza Złotkowska     | 3:02.90 |        | Półfinał 1 |
| 2             | RUS  | Galina Lichaczowa Jekatierina Łobyszewa Jekatierina Szychowa    | 3:04.86 | +1.96  | Finał D    |
| Ćwierćfinał 3 |      |                                                                 |         |        |            |
| 1             | GER  | Daniela Anschütz-Thoms Stephanie Beckert Anni Friesinger-Postma | 3:01.95 |        | Półfinał 2 |
| 2             | HOL  | Renate Groenewold Diane Valkenburg Ireen Wüst                   | 3:03.38 | +1.43  | Finał C    |
| Ćwierćfinał 4 |      |                                                                 |         |        |            |
| 1             | USA  | Jennifer Rodriguez Jilleanne Rookard Nancy Swider-Peltz Jr.     | 3:02.19 |        | Półfinał 2 |
| 2             | CAN  | Kristina Groves Christine Nesbitt Brittany Schussler            | 3:02.24 | +0.05  | Finał C    |

### Półfinały
| Pozycja    | Kraj | Zawodnicy                                                       | Czas    | Strata | Uwagi   |
| ---------- | ---- | --------------------------------------------------------------- | ------- | ------ | ------- |
| Półfinał 1 |      |                                                                 |         |        |         |
| 1.         | JPN  | Masako Hozumi Nao Kodaira Maki Tabata                           | 3:02.73 |        | Finał A |
| 2.         | POL  | Katarzyna Bachleda-Curuś Katarzyna Woźniak Luiza Złotkowska     | 3:02.92 | +0.19  | Finał B |
| Półfinał 2 |      |                                                                 |         |        |         |
| 1.         | GER  | Daniela Anschütz-Thoms Stephanie Beckert Anni Friesinger-Postma | 3:03.55 |        | Finał A |
| 2.         | USA  | Jennifer Rodriguez Jilleanne Rookard Nancy Swider-Peltz Jr.     | 3:03.78 | +0.23  | Finał B |

### Finały
| Pozycja | Kraj | Zawodnicy                                                    | Czas    | Strata | Uwagi |
| ------- | ---- | ------------------------------------------------------------ | ------- | ------ | ----- |
| Finał A |      |                                                              |         |        |       |
|         | GER  | Daniela Anschütz-Thoms Stephanie Beckert Katrin Mattscherodt | 3:02.82 |        |       |
|         | JPN  | Masako Hozumi Nao Kodaira Maki Tabata                        | 3:02.84 | +0.02  |       |
| Finał B |      |                                                              |         |        |       |
|         | POL  | Katarzyna Bachleda-Curuś Katarzyna Woźniak Luiza Złotkowska  | 3:03.73 |        |       |
| 4.      | USA  | Catherine Raney-Norman Jennifer Rodriguez Jilleanne Rookard  | 3:05.30 | +1.57  |       |
| Finał C |      |                                                              |         |        |       |
| 5.      | CAN  | Kristina Groves Christine Nesbitt Brittany Schussler         | 3:01.41 |        |       |
| 6.      | HOL  | Renate Groenewold Diane Valkenburg Ireen Wüst                | 3:02.04 | +0.63  |       |
| Finał D |      |                                                              |         |        |       |
| 7.      | RUS  | Jekatierina Łobyszewa Ałła Szabanowa Jekatierina Szychowa    | 3:06.47 |        |       |
| 8.      | KOR  | Lee Ju-yeon Noh Seon-yeong Park Do-yeong                     | 3:06.96 | +0.49  |       |